# Cantó de Ginolhac
El cantó de Ginolhac és un cantó del departament francès del Gard, situat al districte d'Alès. Té 11 municipis i el cap cantonal és Ginolhac.

## Municipis

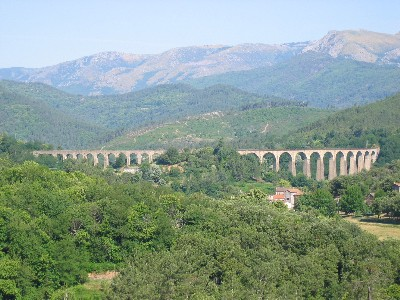
Viaducte de Chambonrigaud

- Aujac
- Bònavau
- Lo Chambon
- Chambonrigaud
- Concolas
- Ginolhac
- Malon e Elze
- Pontelhs e Bresís
- Pòrtas
- Seneschàs
- La Vernareda